# 도포초등학교
도포초등학교는 대한민국 전라남도 영암군 도포면 덕화리에 있는 공립 초등학교이다.

## 학교 연혁
- 1925년 4월 11일 도포공립보통학교 개교
- 1938년 4월 1일 도포공립심상소학교로 개칭[1]
- 1941년 4월 1일 도포공립국민학교로 개칭[2]
- 1949년 12월 31일 도포국민학교로 개칭[3]
- 1961년 11월 27일 수산분교장 설치
- 1966년 10월 7일 영호분교장 설치
- 1973년 3월 1일 원호분교장 설치
- 1981년 3월 1일 병설유치원 개원
- 1996년 3월 1일 도포초등학교로 개칭[4]
- 1996년 3월 1일 원호분교장 통합, 수산분교장 편입
- 1996년 9월 1일 도신분교장, 영농분교장 편입
- 2000년 3월 1일 병설유치원 폐원
- 2008년 3월 1일 수산분교장, 도신분교장 통합
- 2020년 2월 13일 제85회 졸업(5,416명)
- 2021년 1월 13일 제86회 졸업(5,418명)
- 2021년 3월 1일 제33대 최상두 교장 부임

## 학교 상징
- 교화 - 진달래 : 굳센 의지
- 교목 - 향나무 : 절개
- 교색 - 녹색 : 자유, 평화

## 참고 자료
- 도포초등학교 - 한국교육학술정보원 학교알리미